# Óscar Cardozo
Óscar René Cardozo Marin (Doctor J. Eulogio Estigarribia, 20 de maio de 1983) é um futebolista paraguaio que atua como centroavante. Atualmente joga no Libertad.
Obteve grande destaque com a camisa do Benfica, tornando-se uma referência do clube ao marcar 172 gols durante sete temporadas, sendo assim o nono maior artilheiro da história do clube e o estrangeiro que mais fez gols pelos Encarnados.
Ficou conhecido no meio futebolístico de seu país pelo apelido de "La Bomba Descaída", devido ao seu chute forte de fora de área em que a bola descreve um arco descendente e entra no fundo das redes por cima do goleiro adversário. Na temporada 2009–10, marcou 38 gols em todas as competições e foi o artilheiro da Liga Portuguesa com 26 bolas na rede.

## Carreira

### Início
No ano de 2006, marcou 17 gols em 12 jogos pelo Nacional.

### Newell's Old Boys
Chegou ao Newell's Old Boys na segunda metade da temporada de 2006, por um valor na casa dos 900 mil euros. No clube argentino, o jogador juntou-se aos paraguaios Diego Gavilán, Santiago Salcedo e Justo Villar.
Tornou-se num sucesso imediato marcando 11 gols em apenas dezesseis jogos no Torneo de Apertura. Devido ao bom desempenho, Cardozo foi premiado como Futebolista Paraguaio do ano, em 2006.
Começou a temporada de 2007 brilhantemente. Em seis jogos, marcou sete gols pelo Newell's, criando assim uma oportunidade de aparecer na Copa Libertadores.
O seu desempenho não passou despercebido na Europa, onde clubes como Valencia, Werder Bremen e Benfica, com quem assinou, mostraram interesse.

### Benfica
Cardozo foi contratado pelo Sport Lisboa e Benfica no verão de 2007, numa transferência que custou mais de 9 milhões de euros por 79.5% do seu passe. O paraguaio, que tornou-se na época a segunda contratação mais cara da história do clube lisboeta, posteriormente teve a porcentagem restante adquirida por mais 2,5 milhões de euros. Na época, os valores pagos pelo atacante eram ultrapassados apenas pelos 13 milhões de euros pagos por Simão Sabrosa em 2001.
Após a Copa América, Cardozo foi de imediato para o Estádio da Luz. A má forma física e o processo de adaptação ao futebol europeu fizeram com que ele não fosse decisivo de imediato. No entanto, a partir da metade da temporada, já era o principal artilheiro da equipe, com 10 gols em todas as competições. O atacante finalizou o ano com 23 gols e viu sua equipe terminar a Primeira Liga com um modesto 4º lugar. Durante a temporada, o time português sofreu constantes dificuldades técnicas.
Na temporada 2008–09, apesar ter perdido a titularidade, terminou como artilheiro do clube e foi o vice-artilheiro do Campeonato Português com 17 gols. Cardozo marcou a maior parte dos gols na reta final da Liga, devido à lesão do hondurenho David Suazo, titular da frente atacante do Benfica, que abriu uma vaga para o paraguaio dar mostras da sua qualidade.
Na temporada 2009–10, sagrou-se campeão nacional e individualmente, no último jogo, recebeu o prêmio de artilheiro do campeonato, tendo marcado 26 gols, superando o colombiano Radamel Falcao, do Porto, por apenas um gol de diferença. Óscar Cardozo foi igualmente o artilheiro da Liga Europa da UEFA.
Já na temporada 2010–11, no jogo com o Olhanense (vitória de 2 a 0), alcançou o sueco Mats Magnusson na liderança da tabela de artilheiros estrangeiros da história dos Encarnados.
Na temporada 2011–12, sagrou-se artilheiro (Bola de Prata) da Primeira Liga ao marcar 20 gols ao lado de Lima, do Braga. No entanto, Cardozo teve menos jogos disputados.
Na temporada 2012–13 marcou duas vezes no Estádio da Luz, pelo segundo jogo da semifinal da Liga Europa contra o Fenerbahçe, contribuindo para a vitória de 3 a 1. Já na final contra o Chelsea, realizada na Amsterdam Arena, o centroavante marcou um gol de pênalti, sendo este o único do Benfica na derrota por 2 a 1 para o clube inglês.

### Trabzonspor
Em agosto de 2014, acertou com o Trabzonspor, da Turquia, pelo valor de 5 milhões de euros.

## Seleção Nacional
Cardozo estrou pela Seleção Paraguaia no dia 5 de junho de 2007, num amistoso contra o México. Nessa partida, o atacante marcou o seu primeiro gol pela Seleção. Fez parte da Seleção Paraguaia na Copa América de 2007, onde atuou em três partidas e marcou um gol.
Já na Copa do Mundo FIFA de 2010, realizada na África do Sul, foi titular em dois jogos, contra Nova Zelândia e Espanha, mas não balançou as redes. Contra o Japão nas oitavas de final, após um empate em 0 a 0, Cardozo converteu o último e decisivo pênalti na classificação paraguaia. Nas quartas de final, no entanto, o atacante manchou a sua participação na competição por um pênalti desperdiçado que poderia ter eliminado a Espanha. A Seleção Espanhola venceu o jogo por 1 a 0, com gol de David Villa, e posteriormente sagrou-se campeã mundial.

## Estatísticas
Atualizadas até 16 de abril de 2019
| Clube             | Jogos (gols)      | Liga Portuguesa | Liga dos Campeões da UEFA | Taça UEFA/Liga Europa UEFA | Taças Nacionais (Liga, Portugal e Super) | Total     |
| ----------------- | ----------------- | --------------- | ------------------------- | -------------------------- | ---------------------------------------- | --------- |
| Benfica           | 2007–08           | 29 (13)         | 8 (3)                     | 3 (1)                      | 5 (5)                                    | 45 (22)   |
| Benfica           | 2008–09           | 26 (17)         | 0 (0)                     | 3 (0)                      | 6 (0)                                    | 35 (17)   |
| Benfica           | 2009–10           | 29 (26)         | 0 (0)                     | 13 (10)                    | 5 (2)                                    | 47 (38)   |
| Benfica           | 2010–11           | 22 (12)         | 4 (1)                     | 8 (4)                      | 8 (6)                                    | 42 (23)   |
| Benfica           | 2011–12           | 29 (20)         | 12 (5)                    | 0 (0)                      | 4 (3)                                    | 45 (28)   |
| Benfica           | 2012–13           | 20 (16)         | 5 (2)                     | 6 (4)                      | 7 (7)                                    | 38 (29)   |
| Total na carreira | Total na carreira | 155 (104)       | 29 (11)                   | 33 (19)                    | 35 (23)                                  | 252 (157) |

## Títulos
Atlético 3 de Febrero
- División Intermedia: 2004

Benfica
- Taça da Liga: 2008–09, 2009–10, 2010–11, 2011–12 e 2013–14
- Primeira Liga: 2009–10 e 2013–14
- Taça de Portugal: 2013–14

Olympiacos
- Super Liga Grega: 2015–16 e 2016–17

Libertad
- Campeonato Paraguaio: 2017 (Apertura), 2021 (Apertura), 2022 (Apertura), 2023 (Apertura), 2023 (Clausura) e 2024 (Apertura)
- Copa do Paraguai: 2019 e 2023
- Supercopa do Paraguai: 2023

### Prêmios individuais
- Futebolista Paraguaio do Ano: 2006 e 2009[10]
- Futebolista do Mês da Primeira Liga: maio de 2009 e janeiro de 2012
- Melhor jogador da Primeira Liga: 2009–10 (pelo site especializado em futebol, FTBL.com)
- Melhor jogador paraguaio a atuar na Primeira Liga (eleito pelos leitores Jornal de Notícias)[11]

### Artilharias
- Eusébio Cup de 2009: 1 gol
- Bola de Prata – Artilheiro da Primeira Liga de 2009–10 26 gols
- Liga Europa da UEFA de 2009–10: 9 gols
- Bola de Prata – Artilheiro da Primeira Liga de 2011–12: 20 gols[4]
- Campeonato Paraguaio de 2018 (Clausura): 15 gols